# Johannes Thiele
Karl Hermann Johannes Thiele (Goldap (Prusia del Este, Alemania), 1 de octubre de 1860-5 de agosto de 1935) fue un zoólogo y malacólogo alemán.
Trabajó extensamente en el campo de la clasificación de moluscos. Publicó sobre detalles anatómicos y describió 1500 especies de diversos moluscos. Investigó los hallazgos de dos expediciones científicas alemanas al fin de siglo XIX.
Ocupó puestos en diversos institutos académicos como museos y universidades.
Su obra principal "Handbuch der Systematischen Weichtierkunde" (1929-1935) fue un manual de referencia en particular para las gastéropodos hasta los 1990.

## Desde la infancia hasta el fin de la educación
J. Thiele nació en Goldap en Prusia del Este (una ciudad pequeña entre Königsberg (Kaliningrad, ~360km) y Vilnus (~270km). Estudió ciencias naturales en Berlín y en Heidelberg. En 1886 estuvo 6 meses en la estación zoológica en Nápoles, Italia.

## Establecimiento como científico
En su primera publicación notable trató de pedipalpos labiales de bivalvias.
Luego estudió papilas de pecten y ostrea y concluyó que sirven como órganos de sentidos para medir la turbulencia del agua, y comparó sistemas de nervios de las políclados,
poliquetos,
moluscos,
cordados.
Luego se dedicó a la de los moluscos.
En 1891 fue agregado como asistente en el Museo de Dresde. Allí trabajó en la identificación de conchas y arregló las colecciones; e investigó la rádula de caracoles y la describió en 1893 en el artículo "La dentura de caracoles" ("Das Gebiß der Schnecken").
Aparte terminó el trabajo de F.H. Troschel.
En 1894 continuó estudios anteriores de las Neomenia resultando especialmente en una descripción detallada de la anatomía de las Solenogastres (Neomenia y Rhopamenia).
En 1895 trabajó en el Instituto Zoológico de Estrasburgo y elaboró la colección de esponjas japonesas. Entre 1896 y 1897 trabajó durante 18 meses en Gotinga. Finalmente llegó a Berlín por un puesto en la Escuela de Agricultura de Berlín. Allí calificó como profesor universitario en el departamento de etimología.

## Puesto permanente y obras principales
Los años inciertos se acabaron cuando fue anotado en el Museo de la Historia Natural Berlín ("Museum für Naturkunde").
Desde 1898 hasta 1905 Thiele fue empleado en la división de las crustáceos.
Finalmente se dedicó casi exclusivamente al estudio de moluscos: arregló la colección y publicó sobre diversos temas.
Después de la muerte de Carl Eduard von Martens fue su sucesor en el depósito de moluscos del museo, un puesto que desempeñó hasta su jubilación en 1925.
Al fin del siglo XIX y principio del siglo XX varias naciones comenzaron expediciones para investigar sistemáticamente territorios todavía desconocidos.
Alemania programó dos expediciones, 1898-1899 la expedición de la Valdivia al Océano Índico para investigar el mar profundo,
1901-1903 la expedición a la Antártica.
Ambos tuvieron éxito y revolvían con muchos animales recogidos. Para Thiele estos excursiones fueron una suerte,
porque él fue el que luego investigaba los moluscos encontrados.
Por la riqueza de los moluscos hallados su trabajo resultaba en un gran número de especies descritos científicamente.
Thiele publicó algunas obras decisivas en el campo de la sistemática de los moluscos. Se destaca el Manual del estudio sistemático de Moluscos (Handbuch der systematischen Weichtierkunde, 1929-1931) por dos razones:
- Primero porque fue la obra principal y final de un científico en el tope de su carrera, con muchos conocimientos detallados sobre diversos grupos de animales;
- Segundo con una gran experiencia en el campo de la sistemática.

Así el manual valía como libro de referencia durante decenas de años por las descripciones precias, su estilo sistemático y la cantidad de animales.
Thiele describió más que 1500 especies nuevas de moluscos, cuyo material se depositó hasta hoy en el Museum für Naturkunde de Berlín.
Además, sus últimas obras fueron estándar de referencia: "Manuel de conchyliologie et de paléontologie conchyliologique" de P.H. Fischer (1885-1887) o el "Manual of Conchology" de G.W. Tryon y H.A. Pilsbry (1890-1898).
Elaborados al fin del siglo XIX y después de muchos resultados nuevos hasta los años 1930, una puesta al día de los conocimientos era necesario y deseada.
Thiele fue la persona apropiada para ese trabajo. Su éxito lo mostró.
La proposición de una nueva sistemática de los moluscos representado por su manual tenía una gran importancia e influenciaba la sistemática hasta los años 1990.
Sus ideas de las relaciones parentales entre los moluscos y especialmente entre los gastéropodos estuvieron en vigor hasta 1997, cuando la taxonomía de las gastéropodos de Ponder & Lindberg (1997) las sucedió.